# Barbara Engelking
Barbara Engelking (22 de abril de 1962) é uma socióloga polonesa especializada em estudos do Holocausto. Fundadora e diretora do Centro Polonês de Pesquisa do Holocausto em Varsóvia, ela é autora ou editora de vários trabalhos sobre o Holocausto na Polônia.

## Biografia
Nascida em Varsóvia, Engelking recebeu um mestrado em psicologia pela Universidade de Varsóvia em 1988 e um PhD em sociologia pela Academia Polonesa de Ciências, também em Varsóvia, pela tese The Experience of the Holocaust and its Consequences in Autobiographical Accounts (1993).
Desde 1993, ela é assistente e professora no Centro Polonês de Pesquisa do Holocausto, e membra do Instituto de Filosofia e Sociologia da Academia Polonesa de Ciências. Desde 2014, ela é presidente do Conselho Internacional de Auschwitz.  De novembro de 2015 a abril de 2016, foi ao Museu Memorial do Holocausto dos Estados Unidos em Washington, DC.

## Carreira
O livro de Engelking, The Warsaw Ghetto: A Guide to the Perished City (2009), escrito com Jacek Leociak, fornece mapas detalhados do gueto para que os leitores possam localizar as ruas e as antigas estruturas comunitárias. Michael Marrus descreveu-o como "uma obra impressionante, um dos livros mais importantes sobre a história do Holocausto nazista".
Em uma revisão do livro de Engelking, Such a Beautiful Sunny Day (2016), publicado pela primeira vez em polonês em 2012, Grzegorz Rossoliński-Liebe escreveu que desafiava a tendência alemã de negligenciar os perpetradores não-alemães do Holocausto, bem como a tendência polonesa de ver os poloneses na Polônia ocupada pela Alemanha inteiramente como vítimas. Em 2013, o historiador Samuel Kassow descreveu o trabalho de Engelking e de três outros estudiosos (Jan Grabowski, Alina Skibińska e Dariusz Libionka) como uma "conquista histórica", minando "os mitos egoístas sobre as relações polaco-judaicas na Segunda Guerra Mundial".
Em 2018, Engelking e Grabowski co-editaram Dalej jest noc: losy Żydów w wybranych powiatach okupowanej Polski, um estudo de dois volumes e 1.600 páginas sobre nove condados da Alemanha-Polônia ocupados durante o Holocausto.
Em fevereiro de 2021, um tribunal de Varsóvia decidiu que Grabowski e Engelking deveriam se desculpar por suas declarações sobre Edward Malinowski (o líder da vila polonesa de Malinowo) em Dalej jest noc; em agosto, a decisão foi anulada por um tribunal de apelações.

## Obras
- (2001). Holocaust and Memory: The Experience of the Holocaust and its Consequences. Londres: Leicester University Press (editado por Gunnar S. Paulsson). ISBN 978-0718501594
- (2009) com Jacek Leociak. The Warsaw Ghetto: A Guide to the Perished City. New Haven: Yale University Press. ISBN 978-0300112344[6]
- (2009) com Dariusz Libionka. Żydzi w powstanńczej Warszawie. Polish Center for Holocaust Research. ISBN 978-8392683117[12]
- (2016). Such a Beautiful Sunny Day: Jews Seeking Refuge in the Polish Countryside, 1942–1945. Jerusalem: Yad Vashem. ISBN 978-9653085411
- (2018) com Jan Grabowski. Dalej jest noc. Losy Żydów w wybranych powiatach okupowanej Polski, 2 volumes. Warsaw: Center for Research into the Extermination of the Jews. ISBN 978-8363444648[13]